# Свекруха (комедія)
«Свекруха» (лат. Hecyra) — комедійна родинна драма раннього періоду римської літератури.
«Свекруха» написана у 165 році до нашої ери відомим римським драматургом Публієм Теренцієм Афром.
«Свекруха» з'явилася в результаті переробки Публієм грецького твору Менандра «Третейський суд».

## Про автора
Теренцій народився у Карфагені, проте мав лівійське походження. Був привезений ще хлопчиком з Карфагена у Рим, де став служити сенатору Теренцію Лукану, який оцінив розумові здібності свого маленького раба й, очевидно, поставився до нього з великою симпатією, дав хорошу освіту і зробив вільновідпущеником. За традицією Публій Афр узяв також друге ім'я свого господаря — Теренцій. Мабуть, Лукан допоміг йому ввійти в кола римської поетичної молоді, де він швидко прославився як талановитий поет, який, окрім усього іншого, дуже тонко відчував латинську мову. Цей хист особливо став у пригоді Теренцію, коли він почав писати комедії. Але це сталося значно пізніше, у 166 р. до н. є. Відомо також, що Теренцій був близький до сенатора Еміліана Сціпіона, майбутнього завойовника Карфагена, та його друга Гая Лелія. У зв'язку з цим навіть виникла версія, поширювана літературними ворогами Теренція, що справжніми авторами комедій були ці два патриції, яким нібито було незручно виступати під справжніми прізвищами. Пізніші вчені цю версію спростували.
Увійшов до грекофільського гуртка найрафінованіших аристократів Риму. Помер у 159 р. до н. е., 25-ти чи 35-річним. Щодо смерті Теренція немає точних відомостей. За одними він потонув у морі із 108 перекладеними комедіями Менандра, за іншими — помер в Аркадії у м. Стимфали або на о. Левкадія (Іонічні острови). Теренцій залишив після себе доньку.
Усього Теренцій написав шість комедій, перша з них, «Андріянка» (або «Дівчина з Андросу» — «Andria»), поставлена у 166 р. до н. е., «Свекруха» (165 р. до н. е.), «Самобичувальних» («Heautontimorumenos», 163 р. до н. е.), «Євнух» («Eunuchus») тa «Форміон» («Phormio», 161 р. до н. е.), «Брати» (160 р. до н. е.). Він переробляв переважно комедії Менандра (чотири із шести), користуючись прийомом контамінації.

## Герої комедії
- Лахет — афінський чоловік, батько Памфіла.
- Сострата — дружина Лахета, мати Памфіла. Та сама «свекруха».
- Памфіл — син Лахета і Сострати. Одружений з Філуменою.
- Фіддіп — афінянин, батько Філумени, сусід Лахета.
- Міррина — дружина Фіддіпа, мати Філумени.
- Філумена — дочка Фіддіпа і Міррини. Одружена з Памфілом. (Не з'являється на сцені)
- Філотіс — молода повія.
- Вакхіда — куртизанка і коханка Памфілуса.
- Парменон — раб Лахеса.
- Сосія — рабиня Лахеса.
- Сайра — старий негідник.

## Місце подій
Сцени у «Свекрусі» розгортаються на одній з вулиць Афін, де по сусідству живуть сім'ї Памфіла та Філумени.

## Сюжет
Комедія складається з двох прологів та п'яти дій.
Сюжет п'єс цілком залежав від змісту тієї Менандрової комедії, що ставала основою твору Теренція. Отже, якоїсь оригінальності у них шукати годі. Його комедії швидше схожі на пізнішу європейську «слізливу комедію», розраховану на те, щоби викликати у глядача щире співчуття. Інтрига як така не цікавить автора. Головну увагу він звертає на характери героїв, причини їхніх учинків, а вони майже завжди шляхетні, чесні та добрі. Не випадково один із персонажів Теренція проголошує афористичні слова: «Я людина, і ніщо людське не чуже мені». Подібних афоризмів у Теренція трапляється чимало.
Памфіл закоханий у гетеру Вакхіду, але батько примушує його одружитися з дочкою сусіда Фіддіпа Філуменою. Юнак не знає, що вона — жертва його нічного насильства і чекає від нього дитину. Сп'янілий, він до того ж зняв з її пальця перстень і подарував Вакхіді, розповівши їй про все, що трапилось. Розказав про це він і своєму рабу Парменону. Все ще кохаючи Вакхіду, Памфіл не звертав увагу на дружину. Та поступово гетера почала від нього віддалятися, і врешті Памфіл з нею зовсім пориває, а згодом закохується і у Філумену. Але в цей час помирає його родич, і Памфіл на певний час від'їздить у справах спадщини. Щоб приховати від свекрухи свою вагітність, Філумена залишає будинок Памфіла і повертається до матері — Міррини, обвинувативши свекруху Сострату в поганому ставленні до неї. Памфіл радісно приїздить додому, мріючи про примирення з дружиною, але випадково виявляє справжню причину «хворості» Філумени. Глибоко ображений, він уважає себе збезчещеним і рішуче відмовляється повернути Філумену з дитиною у свій дім. Цього вимагають батько Памфіла Лахет і Фіддіп, які нічого не знають про безчестя дівчини. Міррина благає Памфіла визнати дитину своєю, щоб одвернути сором від доньки, а потім уже з нею розлучитися, і він погоджується. Врешті Лахет з Фіддіпом дізнаються про народження дитини, вважаючи Памфіла її батьком. Вони даремно умовляють його повернути дружину і звертаються з проханням до Вакхіди не приймати більше свого колишнього коханця. Гетера вирішує запевнити в цьому і Філумену з її матір'ю. Пізніше, наказавши Парменону негайно відшукати Памфіла, вона короткою фразою розв'язує увесь заплутаний конфлікт комедії:
Той перстень, що колись подарував мені він, Міррина враз пізнала. Перстень був її дочки.— (811—812)
Так з'ясовується, що головний герой є справжнім батьком дитини, і настає щасливий фінал.

## Характерні риси комедії та її героїв
У цій п'єсі немає жодного комічного образу; кілька сцен за участю рабів носять легкий гумористичний характер, але ніколи не перетворюються в буфонаду. Орієнтація на вищі кола суспільства істотно змінила стилістику комедій. Сміх як засіб сподобатися римській еліті відпадав, він міг і образити. Розумну, освічену людину слід було зацікавити іншим — певною проблемою, що змусила б її замислитись. Комедіям Теренція властива серйозність та відсутність балаганно-комедійних засобів.
Інтрига як така відсутня. Розвиток сюжету природним чином випливає з характерів персонажів. Твір розрахований на співчуття глядача до людей, які заплуталися у важкій ситуації.
До того ж, у цій п'єсі немає жодного образу, який мав би певні негативні риси і міг бути висміяний. Спочатку здається, відповідно до назви, що такою стане Сострата. Адже традиційно за «свекрухою» утвердилася слава буркотливої старухи, завжди невдоволеної діями невістки. Проте глядачі скоро переконуються, що це надзвичайно добра й лагідна жінка, яку чоловік несправедливо обвинувачує в упередженому ставленні до Філумени, не вірить їй. Сострата вважає, що подібні думки виникають у чоловіків через тих нечисленних жінок, які мають поганий характер:
…твердо вбили в голову, Що свекрухи всі неправі…— (276—277)
З жіночих образів звертає на себе увагу образ гетери Вакхіди, яка сама говорить про свою винятковість, несхожість на колег по професії. Цінуючи доброту Памфіла, його щирість у коханні, вона хоче допомогти йому. Коли ж їй щастить «з'єднати» його родину, знайти справжніх батьків дитини, вона одверто радіє з цього, хоч всередині відчуває прихований біль.

## Визнання серед римлян
Створюється враження, що автор навмисне «виганяв» з текстів своїх п'єс усе, що могло викликати сміх. І це мало для нього сумні наслідки.
У передмові «Свекрухи» поет зізнається, що глядачі двічі її «провалили», не додивившись до кінця.
Комедія провалювалася два рази, позаяк глядачі Риму віддавали перевагу то боїв гладіаторів, то поданням канатохідця на площі. Частина тих, хто прийшов просто засинала. П'єса пройшла тільки в третій постановці. Вперше це відбулось через те, що
Не оцінив й дивитися не став: Народ, канатним танцюристом зваблений, Захоплений був ним. Тепер мов нову

Її ми ставимо…— (5—8)
Майже з такої ж причини було зірвано і другу виставу:
… і раптом слух розноситься, Що будуть гладіатори; народ біжить, Повсюди крики, зойки й бійка за місця.

Утриматись на сцені я тоді не зміг.— (38—41)
Незважаючи на те, що «Свекруха» не здобула прихильності публіки, багато вчених вважають, що це не був провал, оскільки це єдина комедія, про яку не збережено жодних даних, аби припустити скільки ще разів ця п'єса ставилась після вдалої спроби і визнання її народом.
Комедії Теренція були особливо популярні в роки правління Римської імперії.
Видатні представники римської лірики, такі як Катулл і Цицерон, також високо оцінили твори Теренція. У римській школі Теренція визнали особливим поетом.
Мова його комедій була прикладом класичної латинської літературної мови.

## Унікальність творчості Теренція
Рим за часів Теренція переживає переломні події задля перетворення: він знаходиться на зорі низки успіхів, досягнень і прогресу. Рим, що швидко розвивається, потребує чітких рамок, які ще не були повністю визначені і які відчувають волю до перемоги та до величі. Через це Теренцій не ігнорує минулі приклади (а саме грецькі), навпаки, бере їх до уваги: він намагається уникати помилок, які вже допустили інші, і замість цього наслідує тих, хто зробив правильний вибір і виявився позитивним. Важливим є усвідомлення грецького досвіду, що великі дії виникають із самосвідомості, яка походить не від ізольованих успіхів видатних особистостей, а від рівноваги, яку має досягти все суспільство, щоб реалізувати свої шанси на успіх. Саме з цієї причини приділяється особлива увага нормальним фактам повсякденного життя.

## Персонажі у творах Теренція
Драматичний думки Теренція, на відміну від грецького періоду, мають значення відкриття світу, відображаючи «новий» народ, який тільки формується, і тому не можна розчаруватись і позбутися напруженості та ідеалів. На сцені представлена доля людини, яка повинна навчитися пізнавати себе і жити. Для Теренція створення комедії — це важкий і болісний пошук серйозності та довіри, в якому не слід надмірно шукати рис: те, що представляється, — це не розкіш, не ввічливе проведення часу, а можливість глибше пізнати себе, глибоке моральне розслідування. Можливо, з цього виникло непорозуміння з громадськістю.
На відміну від плавтіївського театру, що характеризується іскрометною жвавістю, єдиною метою якої є насправді розважити та розсмішити публіку, Теренціо більше зосереджується на роздумах над правилами, які регулюють відносини людини з родиною та з громадою, щоб мати можливість їх аналізувати. Тому стилістичні вигадки, навіть грубі і дуже безпосередні, типові для Плавта, присутні набагато рідше, відбувається неприйняття типу, маски та стереотипної ситуації: наслідування реальності в її сентиментальних та етичних аспектах є справжньою метою Теренціо.
Отже, глядач повинен звертати увагу не стільки на взаємозв'язок подій, скільки на виступи та роздуми, що з них виникають.

## Творчість Теренція в Україні
Г. Сковорода високо шанував Публія Теренція Афра. Ю. Мушак перекладав його твори українською мовою.